# Liste der Einträge im National Register of Historic Places im St. Croix County

Lage des St. Croix County in Wisconsin

Die Liste der Einträge im National Register of Historic Places im St. Croix County in Wisconsin führt alle Bauwerke und historischen Stätten im St. Croix County auf, die in das National Register of Historic Places aufgenommen wurden.

## Legende
| NRHP | Historic Place    |
| HD   | Historic District |

## Aktuelle Einträge
| [ 2 ] | Name                                                                         | Bild                                     | Eintragsdatum        | Lage | Ort                  | Beschreibung                                 |
| ----- | ---------------------------------------------------------------------------- | ---------------------------------------- | -------------------- | --- | -------------------- | -------------------------------------------- |
| 1     | Marcus Sears Bell Farm                                                       | Marcus Sears Bell Farm                   | 1988 ID-Nr. 88000614 | 1100 Heritage Drive 45° 6′ 38″ N, 92° 32′ 6″ W                                                                                      | New Richmond         |                                              |
| 2     | William J. Bernd House                                                       | William J. Bernd House                   | 1988 ID-Nr. 88000616 | 143 Arch Avenue, North 45° 7′ 25″ N, 92° 32′ 9″ W                                                                                   | New Richmond         |                                              |
| 3     | William J. Bernd House                                                       | William J. Bernd House                   | 1988 ID-Nr. 88000615 | 210 2nd Street, East 45° 7′ 17″ N, 92° 32′ 7″ W                                                                                     | New Richmond         |                                              |
| 4     | Chicago, St. Paul, Minneapolis and Omaha Railroad Car Shop Historic District |                                          | 1984 ID-Nr. 84000072 | Abgegrenzt durch Gallahad Road, Sommer Street, 4th Street und St. Croix Street 44° 59′ 43″ N, 92° 45′ 38″ W                         | North Hudson         |                                              |
| 5     | Frederick L. Darling House                                                   | Frederick L. Darling House               | 1984 ID-Nr. 84000060 | 617 3rd Street 44° 58′ 36″ N, 92° 45′ 21″ W                                                                                         | Hudson               |                                              |
| 6     | William Dwelley House                                                        | William Dwelley House                    | 1984 ID-Nr. 84000061 | 1002 4th Street 44° 58′ 50″ N, 92° 45′ 13″ W                                                                                        | Hudson               |                                              |
| 7     | Dr. Frank W. Epley Office                                                    | Dr. Frank W. Epley Office                | 1988 ID-Nr. 88000617 | 137 3rd Street, East 45° 7′ 15″ N, 92° 32′ 11″ W                                                                                    | New Richmond         |                                              |
| 8     | First English Lutheran Church                                                | First English Lutheran Church            | 1988 ID-Nr. 88000618 | 354 3rd Street, North 45° 7′ 44″ N, 92° 32′ 31″ W                                                                                   | New Richmond         |                                              |
| 9     | Ezra Glover, Jr., House                                                      | Ezra Glover, Jr., House                  | 1988 ID-Nr. 88000619 | 415 2nd Street, East 45° 7′ 19″ N, 92° 31′ 54″ W                                                                                    | New Richmond         |                                              |
| 10    | Hudson Public Library                                                        | Hudson Public Library                    | 1984 ID-Nr. 84000062 | 304 Locust Street 44° 58′ 33″ N, 92° 45′ 19″ W                                                                                      | Hudson               |                                              |
| 11    | Herman L. Humphrey House                                                     | Herman L. Humphrey House                 | 1984 ID-Nr. 84000063 | 803 Orange Street 44° 58′ 46″ N, 92° 44′ 51″ W                                                                                      | Hudson               |                                              |
| 12    | August Johnson House                                                         | August Johnson House                     | 1984 ID-Nr. 84000064 | 427 St. Croix Street 44° 58′ 58″ N, 92° 45′ 10″ W                                                                                   | Hudson               |                                              |
| 13    | Dr. Samuel C. Johnson House                                                  | Dr. Samuel C. Johnson House              | 1984 ID-Nr. 84000065 | 405 Locust Street 44° 58′ 34″ N, 92° 45′ 13″ W                                                                                      | Hudson               |                                              |
| 14    | William H. Kell House                                                        | William H. Kell House                    | 1988 ID-Nr. 88000620 | 215 Green Avenue, South 45° 7′ 17″ N, 92° 32′ 3″ W                                                                                  | New Richmond         |                                              |
| 15    | Kinnickinnic Church                                                          | Kinnickinnic Church                      | 2000 ID-Nr. 00001190 | Kreuzung von WI J und WI JJ 44° 54′ 49″ N, 92° 32′ 37″ W                                                                            | Town of Kinnickinnic |                                              |
| 16    | Louis C. and Augusta Kriesel Farmstead                                       |                                          | 2009 ID-Nr. 09000021 | 132 WI 35 45° 4′ 17,6″ N, 92° 46′ 16,6″ W                                                                                           | Town of St. Joseph   |                                              |
| 17    | Lewis Farmhouse                                                              |                                          | 1982 ID-Nr. 82000709 | Farm Drive 45° 2′ 45″ N, 92° 37′ 31″ W                                                                                              | Boardman             |                                              |
| 18    | Lewis-Williams House                                                         | Lewis-Williams House                     | 1985 ID-Nr. 85000050 | 101 3rd Street 44° 58′ 16″ N, 92° 45′ 18″ W                                                                                         | Hudson               |                                              |
| 19    | Samuel T. Merritt House                                                      | Samuel T. Merritt House                  | 1984 ID-Nr. 84000066 | 904 7th Street 44° 58′ 46″ N, 92° 44′ 56″ W                                                                                         | Hudson               |                                              |
| 20    | Joseph Mielke House                                                          | Joseph Mielke House                      | 1988 ID-Nr. 88000621 | 326 2nd Street, West 45° 7′ 17″ N, 92° 32′ 28″ W                                                                                    | New Richmond         |                                              |
| 21    | John S. Moffat House                                                         | John S. Moffat House                     | 1974 ID-Nr. 74000124 | 1004 3rd Street 44° 58′ 51″ N, 92° 45′ 19″ W                                                                                        | Hudson               |                                              |
| 22    | New Richmond News Building                                                   | New Richmond News Building               | 1988 ID-Nr. 88000625 | 145 Second Street, West 45° 7′ 19″ N, 92° 32′ 18″ W                                                                                 | New Richmond         |                                              |
| 23    | New Richmond Roller Mills Co.                                                |                                          | 1988 ID-Nr. 88000622 | 201 Knowles Avenue, North 45° 7′ 27″ N, 92° 32′ 20″ W                                                                               | New Richmond         |                                              |
| 24    | New Richmond West Side Historic District                                     | New Richmond West Side Historic District | 1988 ID-Nr. 88000626 | Abgegrenzt durch den Willow River, die Minnesota Avenue, West Second Street und South Washington Avenue 45° 7′ 26″ N, 92° 32′ 33″ W | New Richmond         |                                              |
| 25    | Opera Hall Block                                                             | Opera Hall Block                         | 1979 ID-Nr. 79000114 | 516 2nd Street 44° 58′ 30″ N, 92° 45′ 23″ W                                                                                         | Hudson               |                                              |
| 26    | William H. Phipps House                                                      | William H. Phipps House                  | 1987 ID-Nr. 87000991 | 1005 3rd Street 44° 58′ 50″ N, 92° 45′ 21″ W                                                                                        | Hudson               |                                              |
| 27    | Second Street Commercial District                                            | Second Street Commercial District        | 1984 ID-Nr. 84000067 | Abgegrenzt durch 1st Street, 2nd Street, Walnut Street und Locust Street 44° 58′ 30″ N, 92° 45′ 25″ W                               | Hudson               |                                              |
| 28    | Sixth Street Historic District                                               | Sixth Street Historic District           | 1984 ID-Nr. 84000069 | Abgegrenzt durch 6th Street zwischen Myrtle Street und Vine Street 44° 58′ 47″ N, 92° 45′ 3″ W                                      | Hudson               |                                              |
| 29    | Soo Line Depot                                                               | Soo Line Depot                           | 1988 ID-Nr. 88000623 | 120 High Street 45° 7′ 35″ N, 92° 32′ 23″ W                                                                                         | New Richmond         |                                              |
| 30    | Soo Line High Bridge                                                         | Soo Line High Bridge                     | 1977 ID-Nr. 77000056 | Brücke der SOO Line Railroad über den St. Croix River nach Minnesota 45° 7′ 23″ N, 92° 44′ 39″ W                                    | Somerset             | Zur Hälfte im Washington County in Minnesota |
| 31    | St Croix County Courthouse                                                   | St Croix County Courthouse               | 1982 ID-Nr. 82000710 | 904 3rd Street 44° 58′ 47″ N, 92° 45′ 17″ W                                                                                         | Hudson               |                                              |
| 32    | Stillwater Bridge                                                            | Stillwater Bridge                        | 1989 ID-Nr. 89000445 | Brücke der WI 64 und der MN 36 über den St. Croix River 45° 3′ 23″ N, 92° 48′ 12″ W                                                 | Houlton              | Zur Hälfte im Washington County in Minnesota |
| 33    | John Nicholas and Hermina Thelen House                                       |                                          | 2009 ID-Nr. 09000022 | 1383 und 1405 Thelen Farm Trail 45° 3′ 59,1″ N, 92° 46′ 24,7″ W                                                                     | Town of St. Joseph   |                                              |
| 34    | Erick J. Thompson House                                                      | Erick J. Thompson House                  | 1988 ID-Nr. 88000624 | 350 2nd Street, West 45° 7′ 17″ N, 92° 32′ 29″ W                                                                                    | New Richmond         |                                              |

## Frühere Einträge
| [ 2 ] | Name                | Bild | Eintragsdatum        | Lage                                          | Ort    | Beschreibung                             |
| ----- | ------------------- | ---- | -------------------- | --------------------------------------------- | ------ | ---------------------------------------- |
| 1     | T.E. Williams Block |      | 1984 ID-Nr. 84000070 | 321 2nd Street 44° 58′ 25″ N, 92° 45′ 25,9″ W | Hudson | Im Jahr 2009 aus dem Register gestrichen |